# 海陽中等教育學校
海陽中等教育學校（日语：海陽中等教育学校），是日本2006年成立的菁英學府，位於愛知縣蒲郡市，由豐田汽車、東海旅客鐵道及中部電力等中京圈大型企業共同成立。

## 历史
該校仿效英國貴族學校伊頓公學，於2006年4月正式創立時，學校稱培訓領導人才，學生亦面對嚴格限制和高昂學費。學校只收男生，每一年收錄約120名學生。以2006年第一年的學生為例，收生123人，年齡約12歲，第一年收取三百萬日圓的學費，絕對不是一般家庭可以負擔。
學生接受六年制的教學，並需要入住宿舍。所有學生都會有自己的房間，但宿舍嚴禁漫畫、電腦遊戲或手機。他們還要隨身攜帶追蹤儀器，讓校方知道他們的行蹤，他們若想外出，一定要得到學校的批准。
該校的理事長是豐田自動車董事豐田章一郎。開辦初期，校方請了伊頓公學的生物科教師法西（George Fussey）到日本任教一年。　

## 外部連結
- 學校法人 海陽學院 （页面存档备份，存于）